# Географія М'янми
М'янма — південносхідноазійська країна, що знаходиться на південно-східному краї континенту . Загальна площа країни 676 578 км² (40-ве місце у світі), з яких на суходіл припадає 653 508 км², а на поверхню внутрішніх вод — 23 070 км².
Площа країни трохи більша за площу території України. 

## Етимологія
Офіційна назва — Союз М'янма, М'янма (бірм. ပြည်ထောင်စု သမ္မတ မြန်မာနိုင်ငံတော် — П'ядаунгзу Тхаммада М'янма Найнгнагндау). Давня назва країни — Бірма, ймовірно походить з санскриту (ब्रह्मादेश) і означає Землю бога Брахми. Колишня назва Соціалістична Союзна Республіка Бірма. Назва М'янма означає Країна народу м'янь, але може бути розкладена на два бірманських слова: «м'ян» — швидкий і «ма» — сильний. Перейменування країни 1989 року на М'янму викликало політичні суперечки: деякі етнічні меншини і громадські діячі сприймають нову назву, як суто бірманську, що відображає політику домінування етнічної більшості над меншинами. Ці групи не визнають ані легітимності правлячого військового уряду, ані заміни англійської назви країни. Тому меншини продовжують використовувати назву Бірма (англ. Burma) замість М'янми (англ. Myanmar). Такої саме політики дотримується й уряд США.

## Географічне положення
М'янма — південносхідноазійська країна, що межує з п'ятьма іншими країнами: на північному сході — з Китаєм (спільний кордон — 2129 км), на заході — з Бангладеш (271 км) й Індією (1468 км), на сході — з Лаосом (238 км) і Таїландом (2416 км). Загальна довжина державного кордону — 6522 км. М'янма на південному заході омивається водами Бенгальської затоки, на південному сході — Андаманського моря Індійського океану. Загальна довжина морського узбережжя 1930 км.

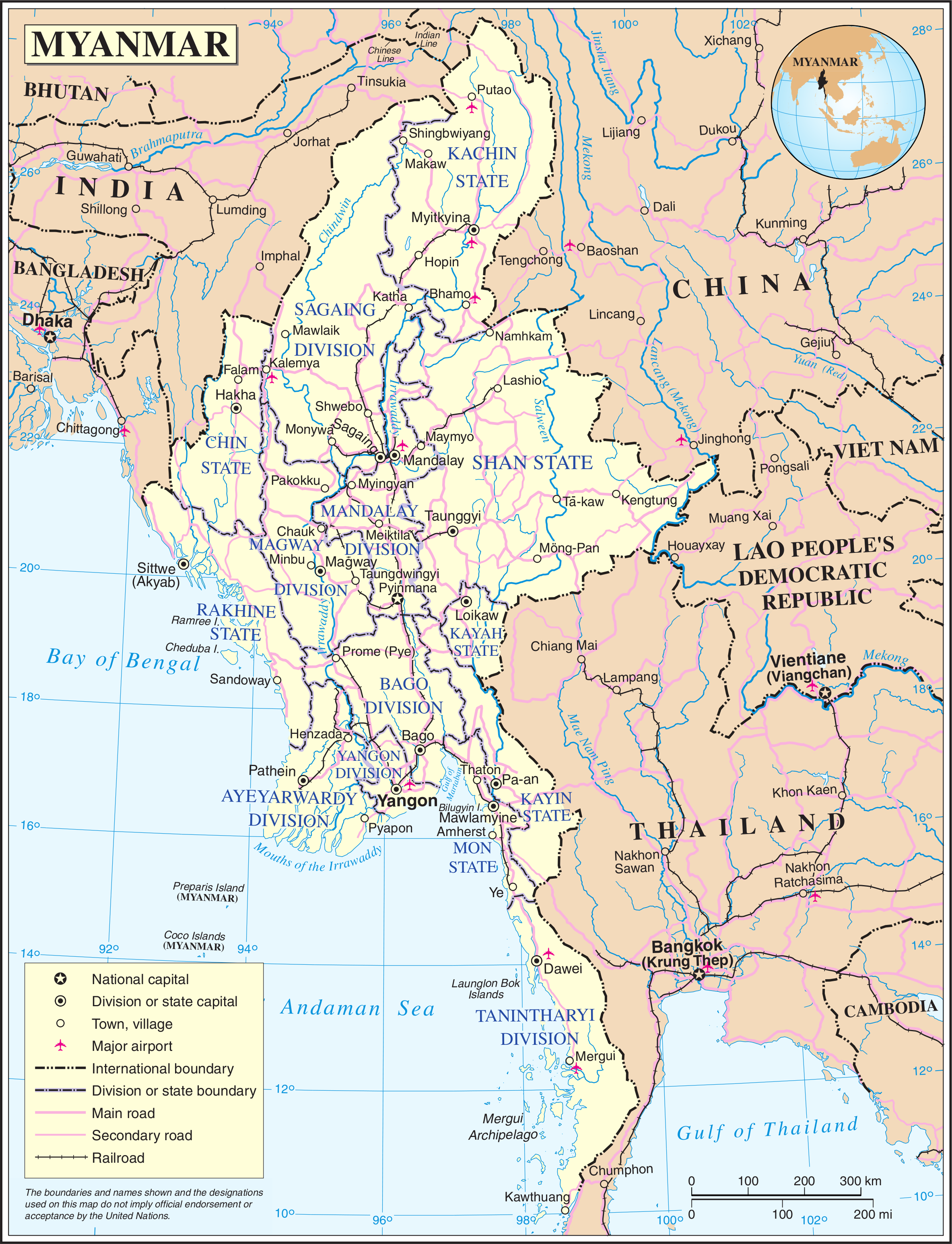
Карта М'янми від ООН (англ.)
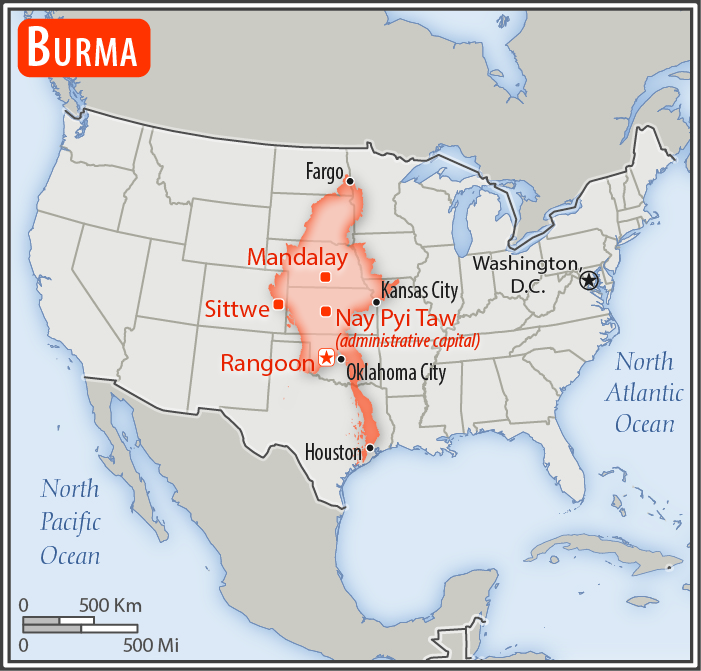
Порівняння розмірів території М'янми та США

Згідно з Конвенцією Організації Об'єднаних Націй з морського права (UNCLOS) 1982 року, протяжність територіальних вод країни встановлено в 12 морських миль (22,2 км). Прилегла зона, що примикає до територіальних вод, в якій держава може здійснювати контроль необхідний для запобігання порушень митних, фіскальних, імміграційних або санітарних законів простягається на 24 морські милі (44,4 км) від узбережжя (стаття 33). Виключна економічна зона встановлена на відстань 200 морських миль (370,4 км) від узбережжя. Континентальний шельф — 200 морських миль (370,4 км) від узбережжя, або до континентальної брівки (стаття 76).

### Час
Час у М'янмі: UTC+6,5 (+4,5 години різниці часу з Києвом).

## Геологія
Шанське нагір'я складене вапняками, пісковиками, гранітами і іншими породами. Центральна Іравадійська рівнина складена товщею пісковиків, що легко розмиваються, сланців і глин, в якій були вироблені великі древні річкові долини. У них в новітній геологічний час нагромадилися могутні світи алювію річок Іраваді, Чіндуїн і Сітаун. Західний гірський пояс являє собою північний відрізок Бірмано-Яванської складчастої дуги і продовжується в Індійському океані Андаманськими островами. Ядро гірської системи складають древні кристалічні породи, з обох боків його оздоблюють щільні осадові породи, сильно зім'яті в складки.

## Рельєф
М'янма — переважно гірська країна. Середні висоти — 702 м; найнижча точка — рівень вод Андаманського моря (0 м); найвища точка — гора Гамланг-Разі (5870 м). У геоморфологічному відношенні територію М'янми поділяють на чотири райони, видовжених у меридіональному напрямі: Шанське нагір'я на сході і Західний гірський пояс на заході, розділені Центральною рівниною, прибережна рівнина Ракхайн, що примикає до Бенгальської затоки.

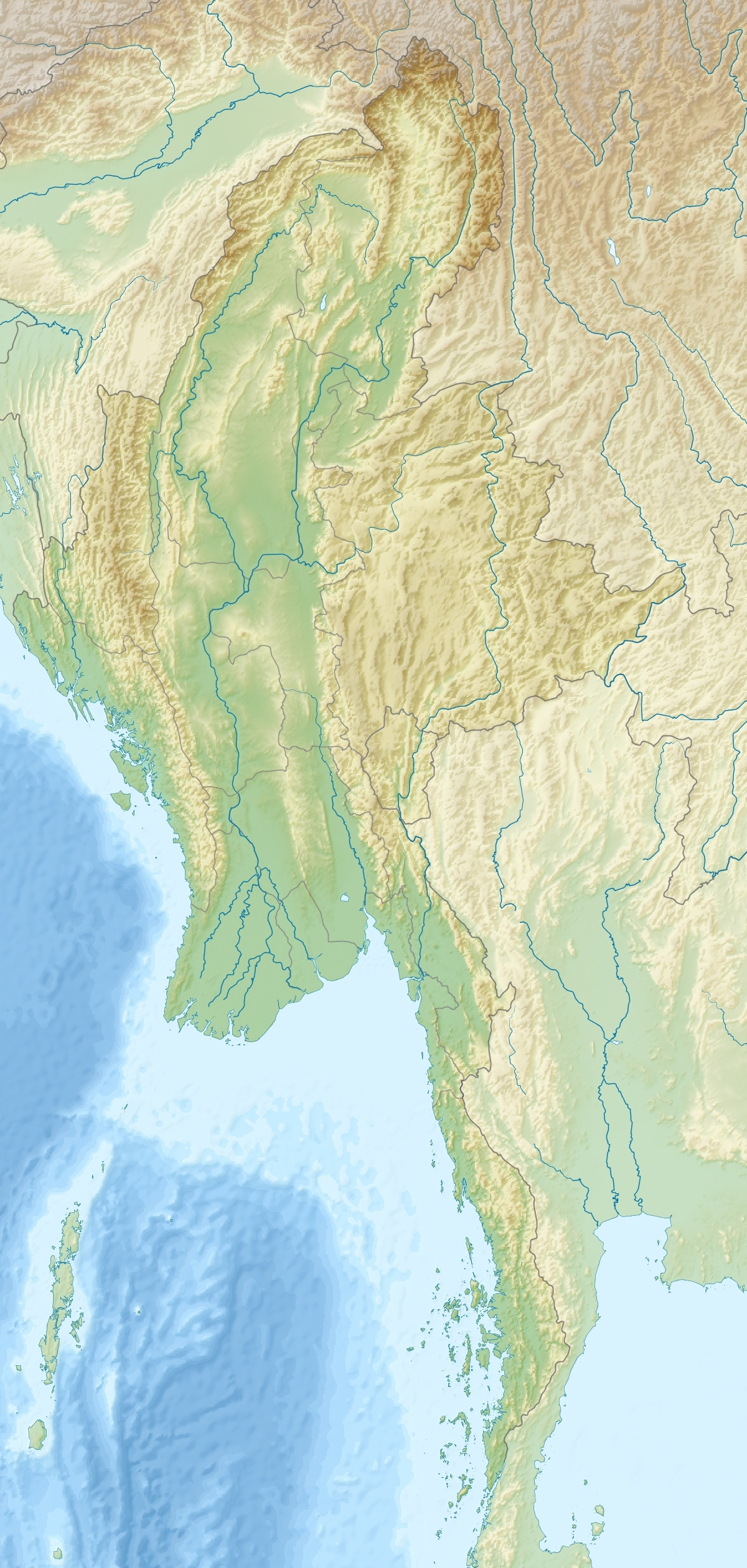
Рельєф М'янми
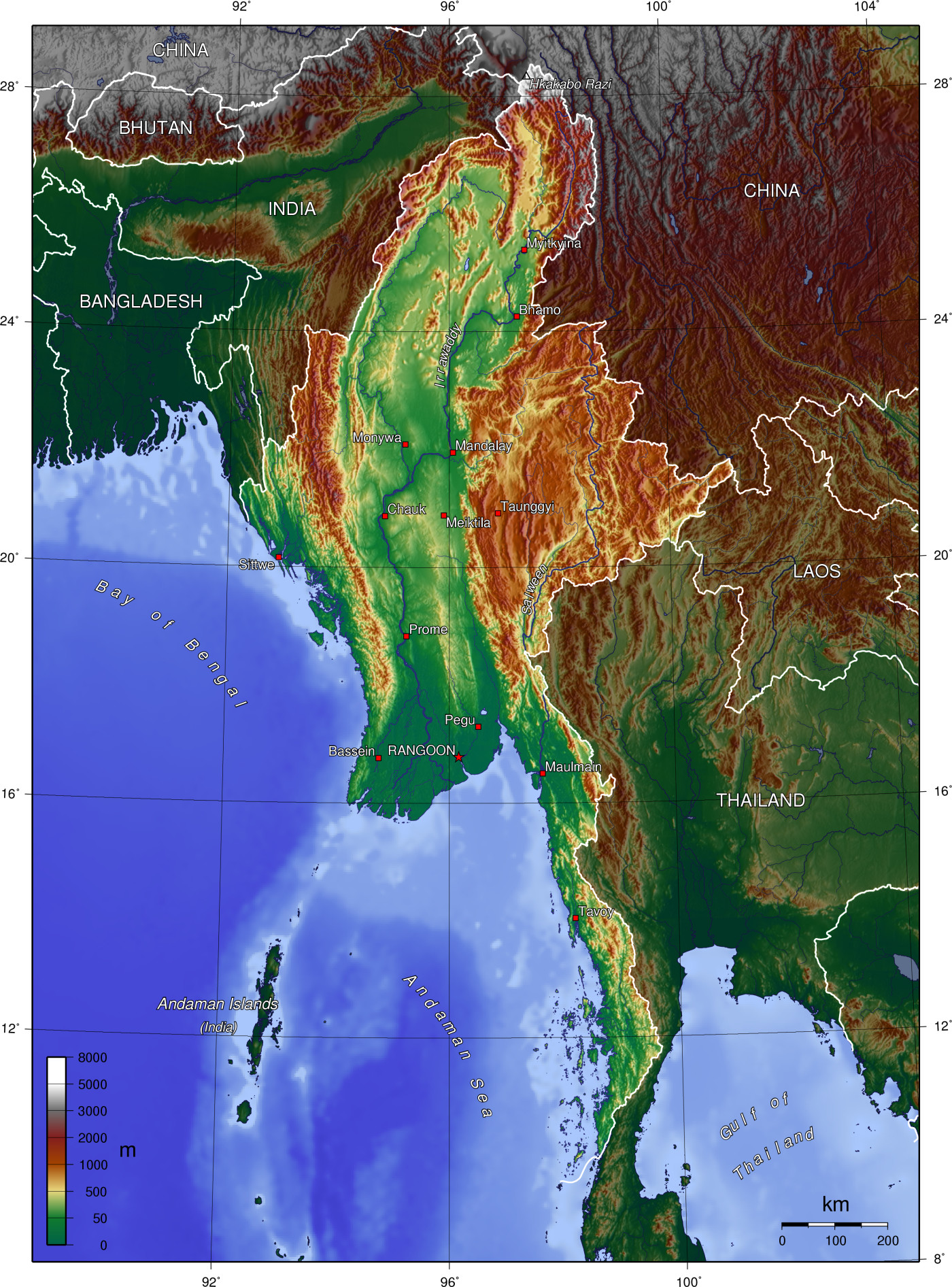
Гіпсометрична карта М'янми
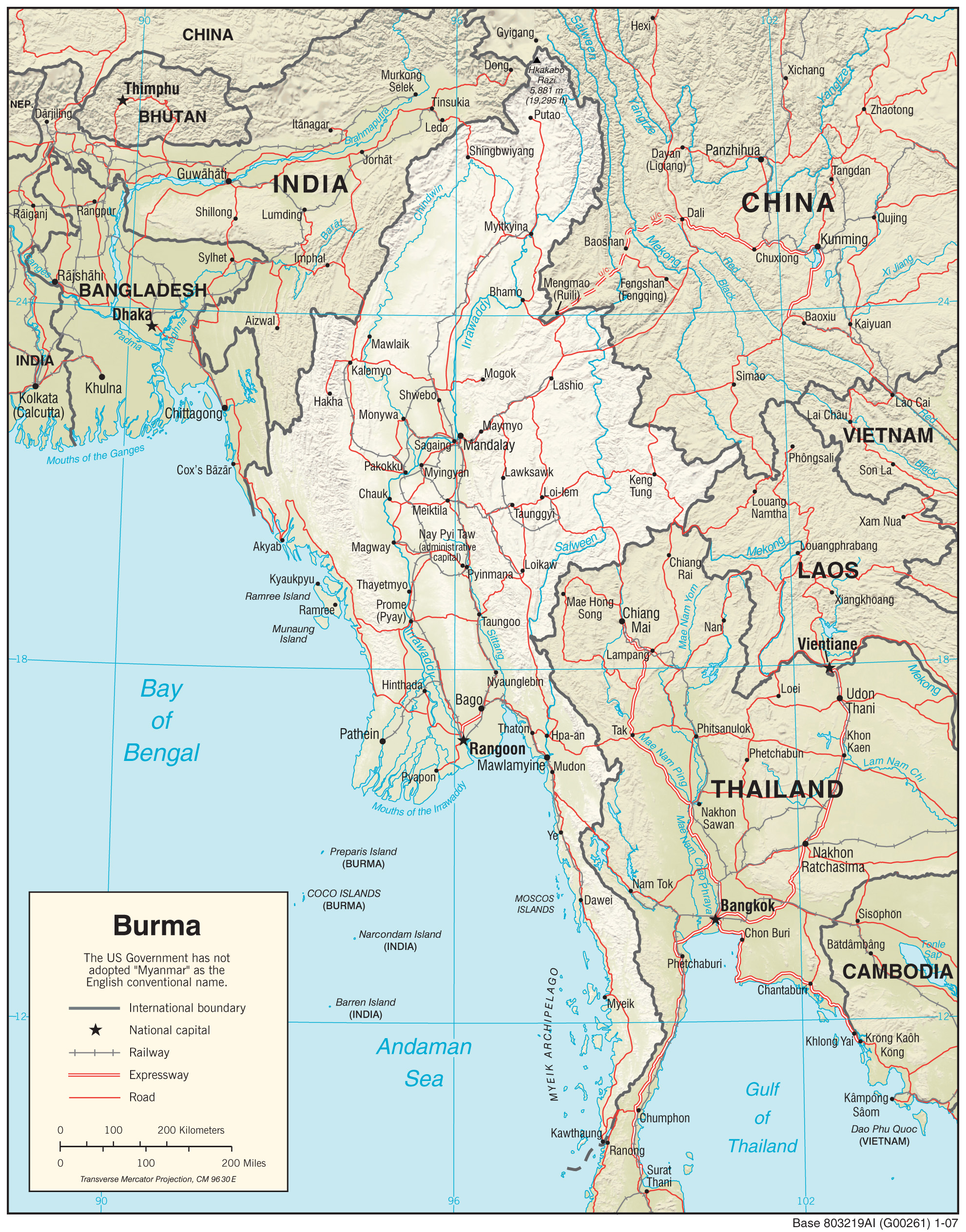
Карта країни (англ.)

Шанське нагір'я чітко відділене від Центральної рівнини меридіональним скидом у вигляді уступу висотою до 600 м. Поверхня нагір'я сильно розчленована долинами річок. Середня висота нагір'я бизько 900 м над рівнем моря, над ним підіймаються гірські хребти з вершинами до 1800—2600 м. Декілька коротких річок течуть в широких долинах, вимитих у вапняках. Навпаки, найбільші річки Салуїн і М'їнге (ліва притока Іраваді) мають глибоко розрізані русла і рясніють порогами і водоспадами. Шанське нагір'я на півночі змикається з масивом Путао і продовжується на схід на території Китаю, Лаосу і Таїланду. На півдні — відносно вирівняний рельєф змінюється серією паралельних гірських хребтів, розділених річковими долинами, які місцями сильно вужчають. На південному сході М'янми в районі Танінтаї (Тенассерім) сільськогосподарські угіддя тяжіють переважно до вузької прибережної рівнини, нечисленних вузьких долин і декількох невеликих дельт. У межах найбільшої дельти виросло місто Молам'яйн (Моулмейн).
Центральну Іравадійську рівнину дренують долини річок Іраваді, Чіндуїн і Сітаун. У пониззі Іраваді і Сітауну утворилася дельта, одноманітну поверхню якої ускладнюють останці з латеритними утвореннями. Відносні висоти цих форм рельєфу не перевищують 15 м. Місцями виходи міцніших порід підносяться над поверхнею рівнини у вигляді гряд і низьких гір. Найбільший з таких хребтів — Пегу — розділяє долини Іраваді і Сітауну і тягнеться від Янґону до Мандалаю. На півночі рівнини також виражені невисокі водороздільні хребти — Зіб'ю, Хмангін, Лойм'є та інші. Всі ці невисокі гори відрізняються крутими схилами, а русла річок приурочені до тіснин.

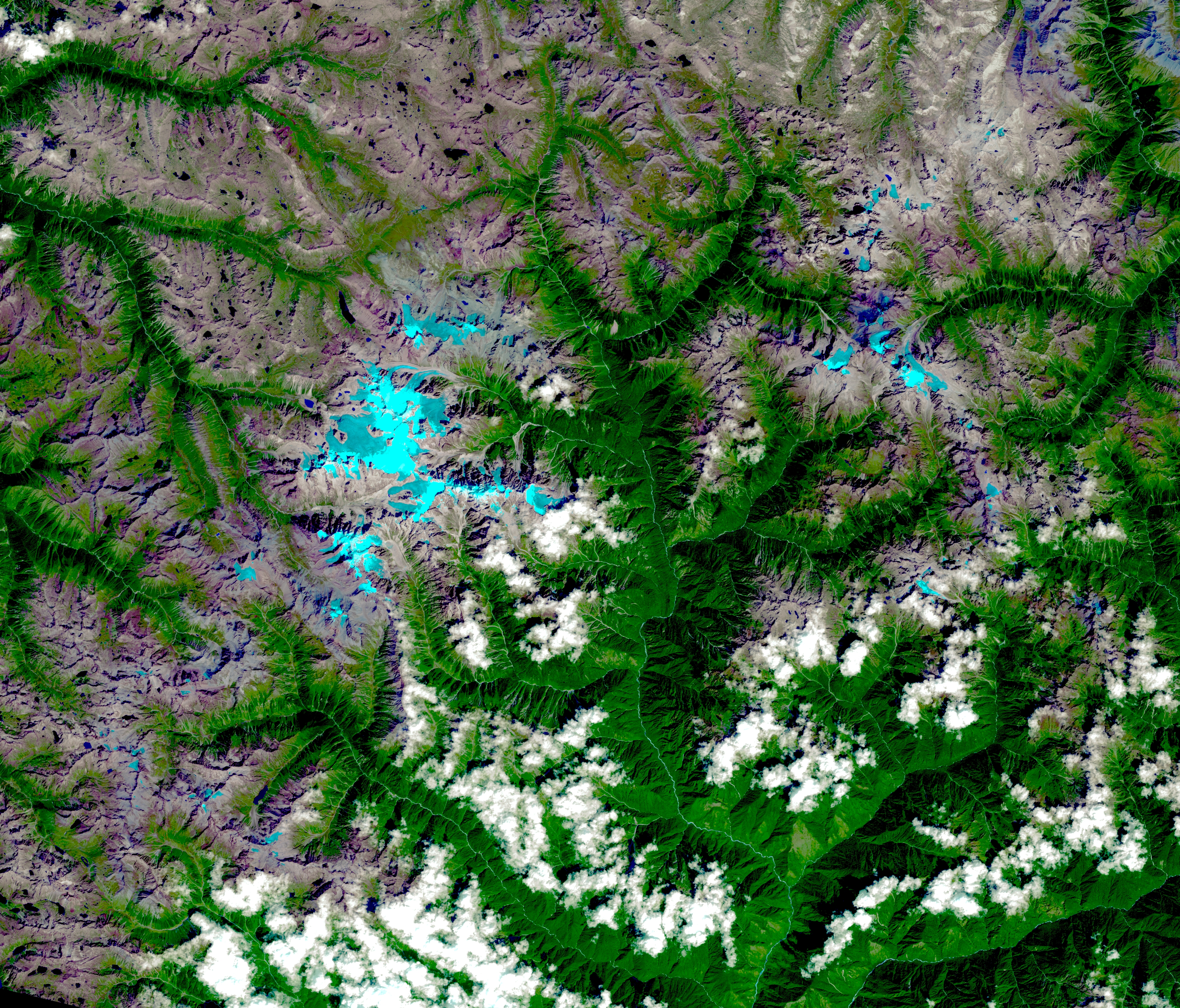
Масив Гамланг-Разі з космосу
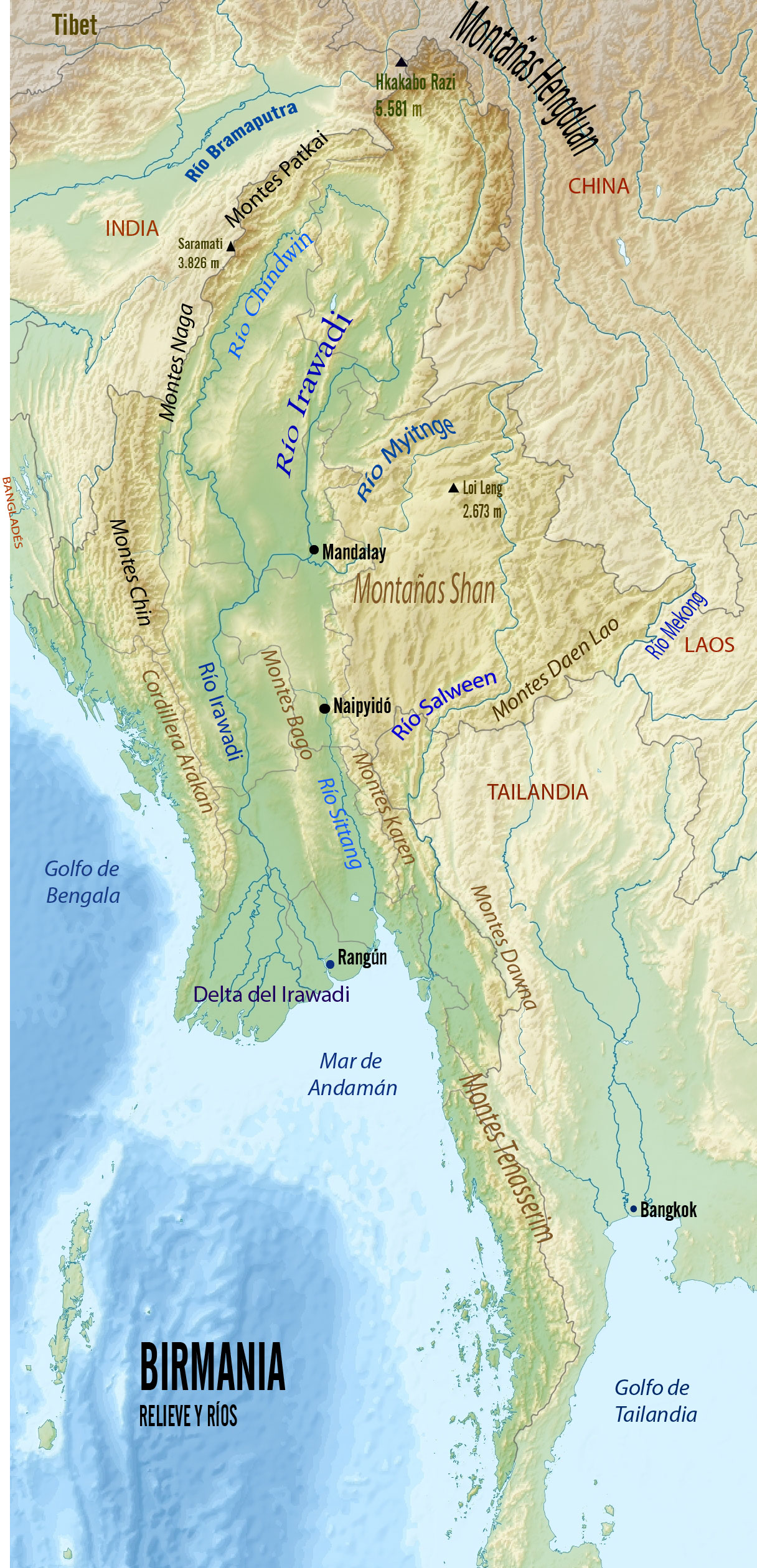
Орографія М'янми (англ.)
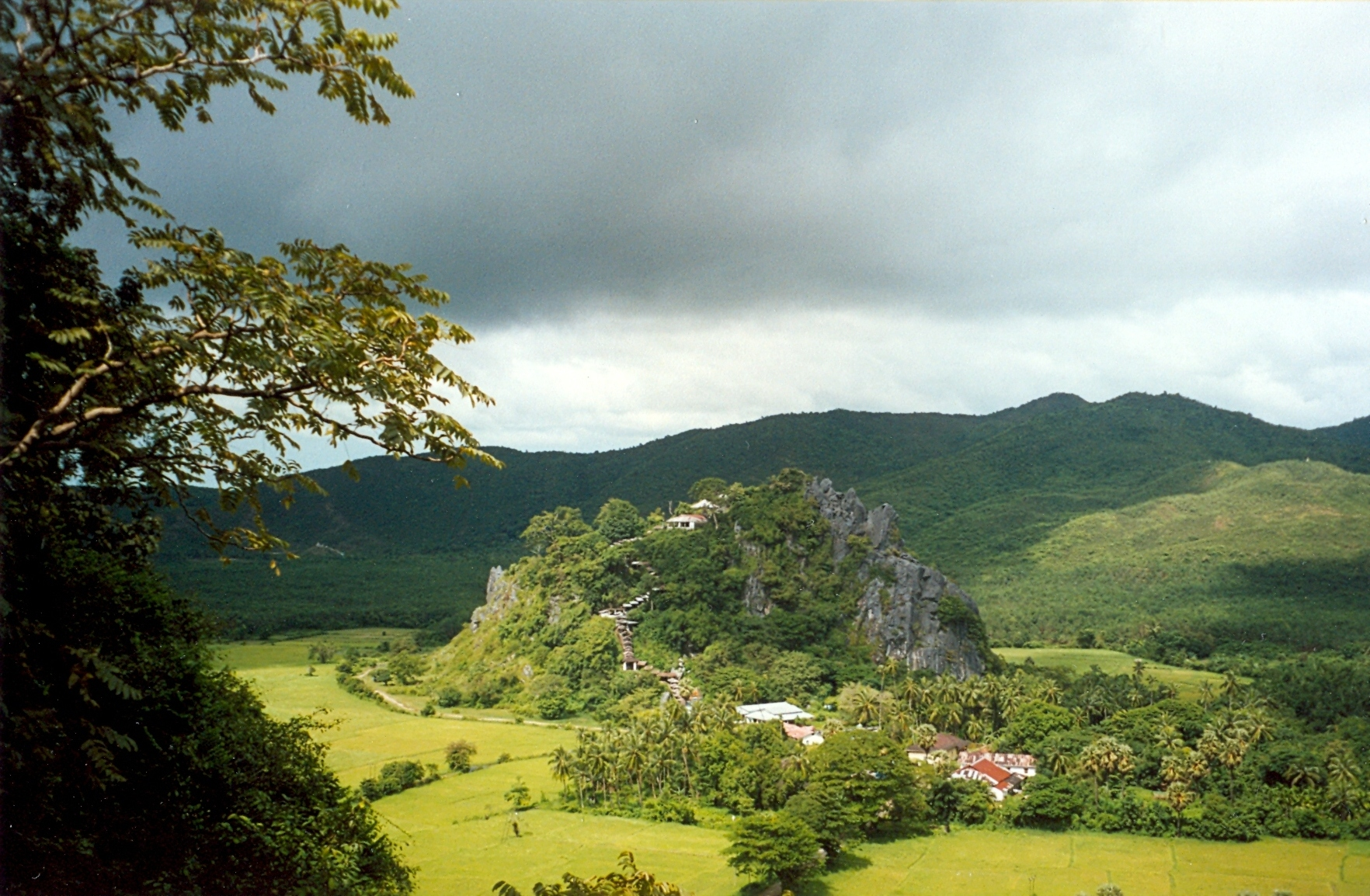
Вапняковий пейзаж у штаті Мон

Західний гірський пояс включає декілька гірських хребтів, що розходяться від масиву Путао і тягнуться аж до мису Модін (Пагода) на крайньому південному заході М'янми. Пояс розширюється на півночі і вужчає в південному напрямі. На півночі гори утворюють хребти Поуннья, Лета і інші, на півдні виділяється єдиний хребет Ракхайн (Аракан). Більша частина Західного гірського пояса складається з паралельних хребтів, розділених вузькими річковими долинами. Рельєф тут набагато більш розчленований, ніж на Шанському нагір'ї. Перевалити через Західний гірський пояс можна лише по нечисленних стежках, які проходять по крутих схилах вздовж ущелин і обривів (зокрема, стежка Ледо).
Прибережна рівнина Ракхайн лежить вузькою смугою між хребтом Ракхайн і Бенгальською затокою. На півночі вона розширяється за рахунок алювіальних рівнин в пониззі декількох річок, що беруть початок в горах. На півдні рівнина вужчає і місцями виклинюється, гори безпосередньо підходять до узбережжя.

### Острови
У Бенгальській затоці розташовані численні острови, що належать країні.

## Клімат
Територія М'янми лежить у субекваторіальному кліматичному поясі. Влітку переважають екваторіальні повітряні маси, взимку — тропічні. Влітку вітри дмуть від, а взимку до екватора. Сезонні амплітуди температури повітря незначні, зимовий період не набагато прохолодніший за літній. Зволоження достатнє, у літньо-осінній період з морів та океанівчасто надходять руйнівні тропічні циклони, вдалині від моря взимку може відзначатись більш сухий сезон.

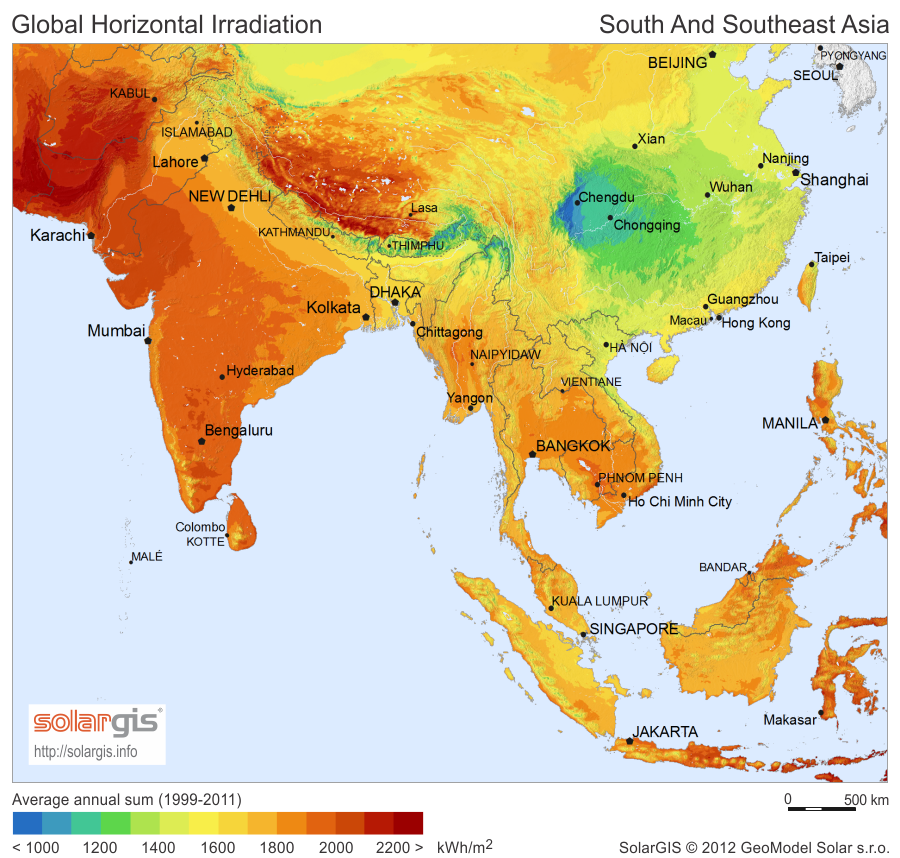
Сонячна радіація (англ.)
Кліматична карта М'янми (за Кеппеном)

М'янма є членом Всесвітньої метеорологічної організації (WMO), в країні ведуться систематичні спостереження за погодою.

## Внутрішні води
Гідрографія М’янми відзначається густою мережею річок, а також численних рівнинних і гірських озер. Річки беруть початок у горах півночі та заходу й течуть на південь, впадаючи в море. Їхня живильна база — переважно мусонні дощі та танення снігу у високогір’ї. 

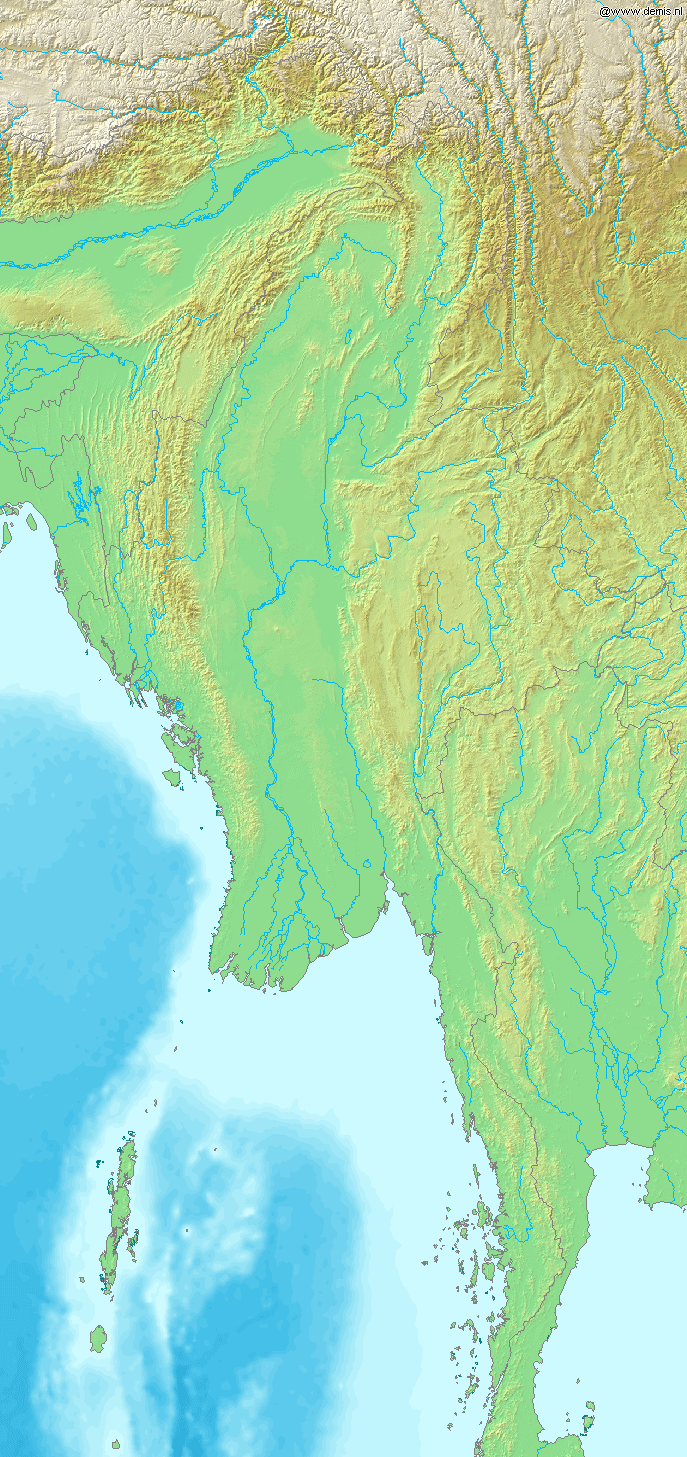
Гідрографічна мережа М'янми
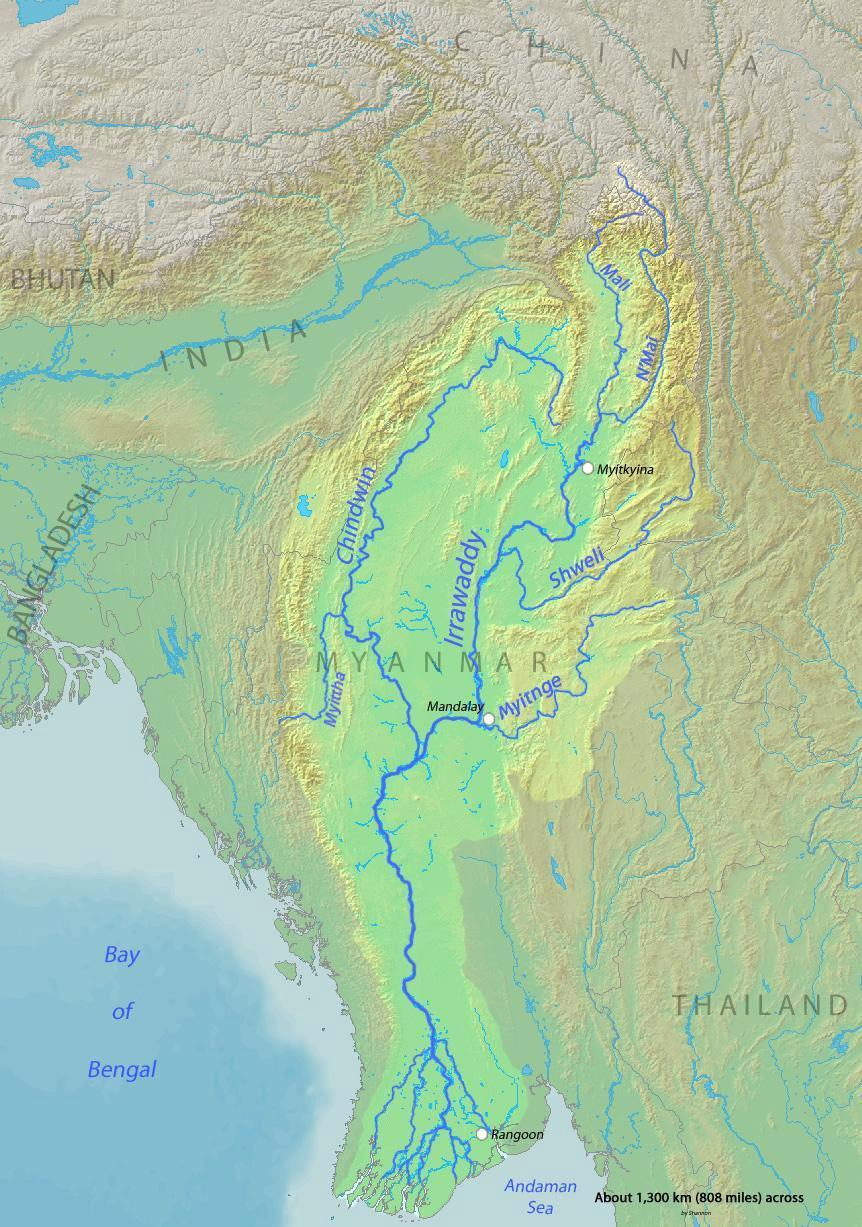
Сточище Іраваді
Сточище Салуїну
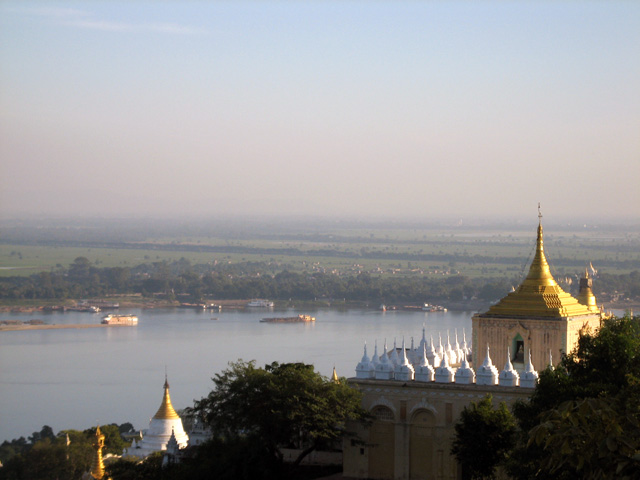
Річка Іраваді
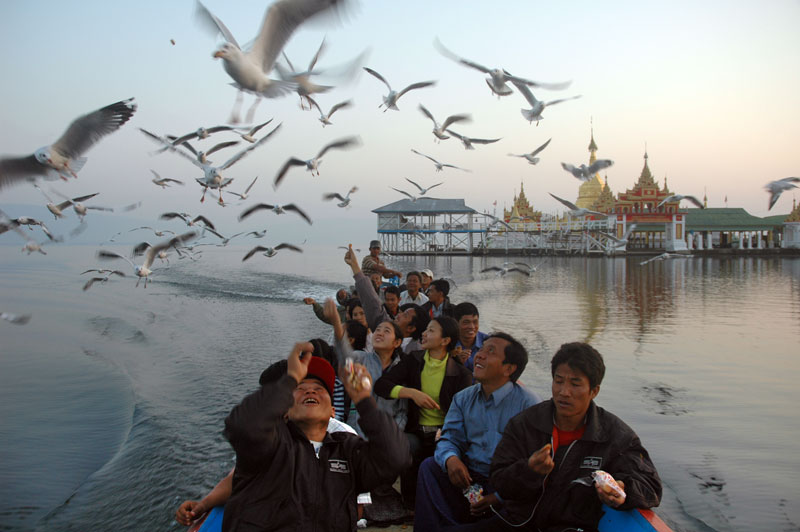
На озері Індоджи
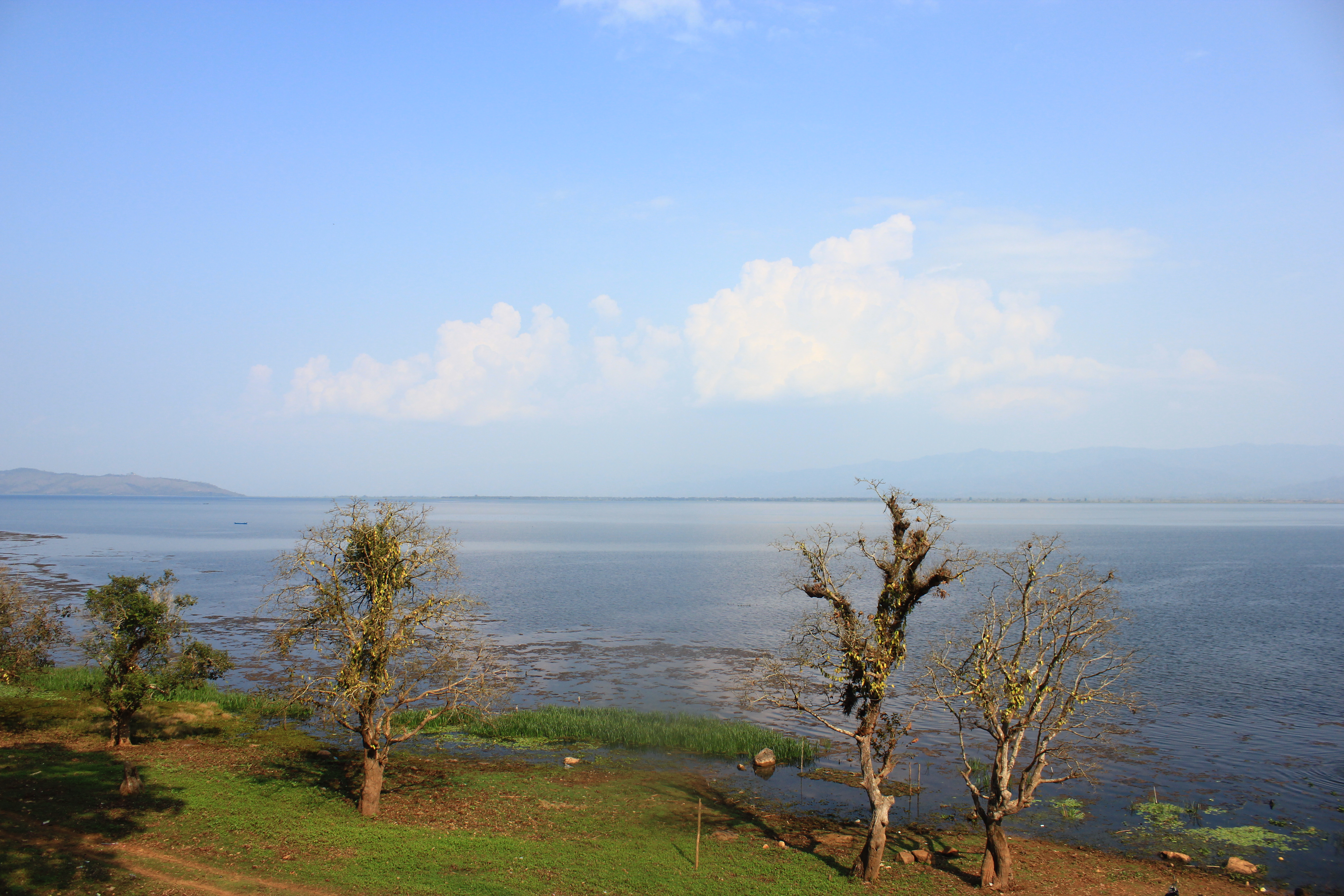
Заболочені береги озера Індоджи

### Річки
Річки країни належать басейнам Бенгальської затоки і Андаманського моря Індійського океану.

## Тваринний світ
За зоогеографічним районуванням світу країна належить до Індокитайської провінції Індійсько-Індокитайської підобласті Індо-малайської області, північні гірські райони — до Гімалайсько-Юньнанської провінції Китайсько-Гімалайської підобласті Голарктичної зоогеографічної області. Тому основу тваринного населення регіону становлять зональні субекваторіальні вологолісові (1), перемінно вологолісові (2), саванові (3) і сухосаванові (4) угруповання тварин, а також інтразональні гірські й водно-болотні (долинно-річкові та мангрові) тваринні угруповання, характерні для субекваторіального кліматичного поясу. Домінуючими в зональних угрупованнях є гігромезофільні, мезофільні, ксеромезофільні й мезоксерофільні групи та види тварин. 

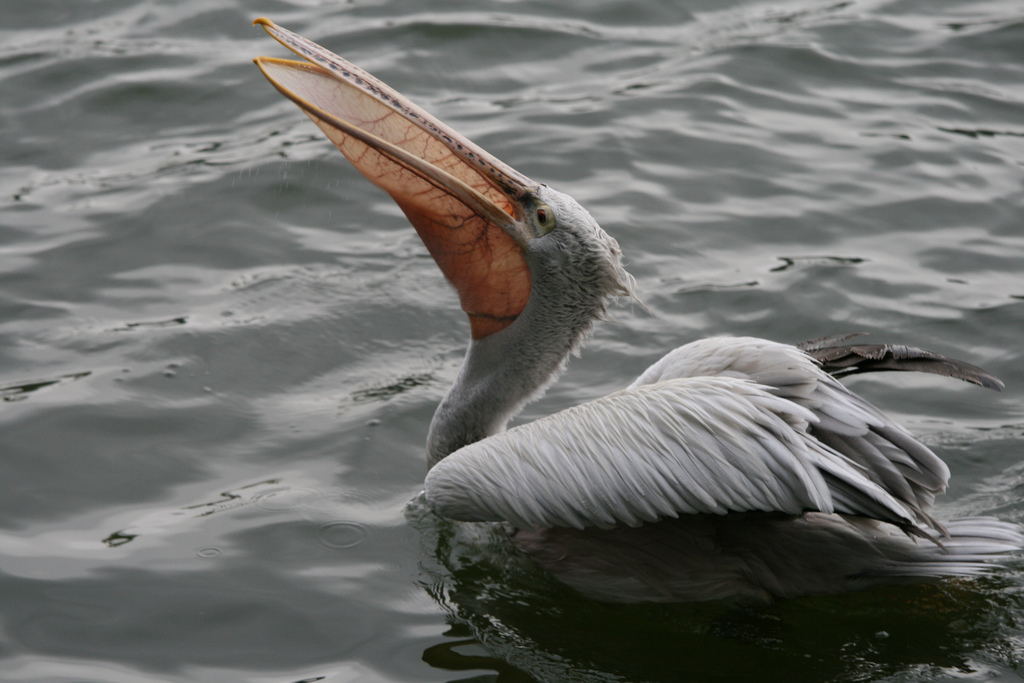
Пелікан філіппінський
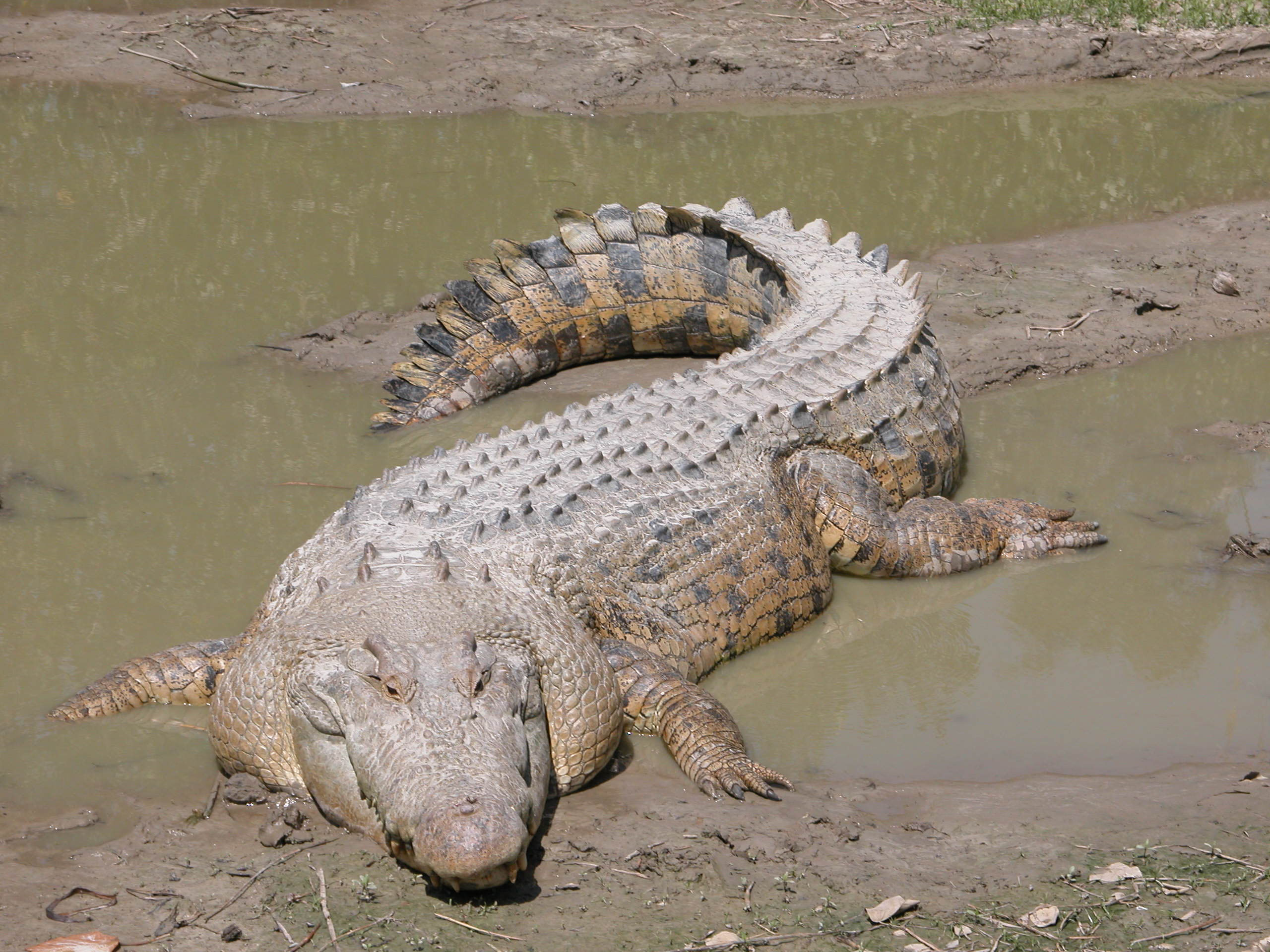
Крокодил

## Стихійні природні явища
На території країни спостерігаються небезпечні природні явища і стихійні лиха: руйнівні землетруси і тропічні циклони; повіді і зсуви ґрунту в сезон дощів (з червня по вересень); періодичні посухи.

## Природні ресурси

### Мінеральні ресурси
Надра М'янми багаті на ряд корисних копалин: нафту, олово, сурма, цинк, мідь, вольфрам, свинець, кам'яне вугілля, мармур, вапняк, коштовне каміння, природний газ.

### Водні ресурси
Загальні запаси відновлюваних водних ресурсів (ґрунтові і поверхневі прісні води) становлять 1168 км³. Станом на 2012 рік в країні налічувалось 22,95 тис. км² зрошуваних земель.

### Земельні ресурси
Земельні ресурси М'янми (оцінка 2011 року):
- придатні для сільськогосподарського обробітку землі — 19,2 %,
  - орні землі — 16,5 %,
  - багаторічні насадження — 2,2 %,
  - землі, що постійно використовуються під пасовища — 0,5 %;
- землі, зайняті лісами і чагарниками — 48,2 %;
- інше — 32,6 %[1].

## Охорона природи
Серед екологічних проблем варто відзначити:
- знеліснення;
- забруднення повітря, вод і ґрунтів неконтрольованими викидами промислових підприємств;
- неконтрольований водовідбір з водоносних горизонтів;
- питна вода забруднена не відповідає санітарним нормам.

М'янма є учасником ряду міжнародних угод з охорони навколишнього середовища:
- Конвенції про біологічне різноманіття (CBD),
- Рамкової конвенції ООН про зміну клімату (UNFCCC),
- Кіотського протоколу до Рамкової конвенції,
- Конвенції ООН про боротьбу з опустелюванням (UNCCD),
- Конвенції про міжнародну торгівлю видами дикої фауни і флори, що перебувають під загрозою зникнення (CITES),
- Конвенції з міжнародного морського права,
- Монреальського протоколу з охорони озонового шару,
- Міжнародної конвенції запобігання забрудненню з суден (MARPOL),
- Міжнародної угоди про торгівлю тропічною деревиною 1983 і 1994 років[1].

## Фізико-географічне районування
У фізико-географічному відношенні територію М'янми можна розділити на _ райони, що відрізняються один від одного рельєфом, кліматом, рослинним покривом: .

### Українською
- Атлас світу / голов. ред. І. С. Руденко ; зав. ред. В. В. Радченко ; відп. ред. О. В. Вакуленко. — К. : ДНВП «Картографія», 2005. — 336 с. — ISBN 9666315467.
- Атлас. 7 клас. Географія материків і океанів / Укладачі О. Я. Скуратович, Н. І. Чанцева. — К. : ДНВП «Картографія», 2014.
- Барановська О. В. Фізична географія материків і океанів : навч. посіб. для студентів ВНЗ : [у 2 ч.]. — Н. : Ніжинський державний університет ім. Миколи Гоголя, 2013. — 306 с. — ISBN 978-617-527-106-3.
- Бєлозоров С. Т. Географія материків. — К. : Вища школа, 1971. — 371 с.
- Гілецький Й. Р. Природні ресурси світу : Навч. посібник. — Львів : Світ, 2004. — 304 с. — ISBN 966-603-307-0
- Дубович І. А. Країнознавчий словник-довідник. — 5-те вид., перероб. і доп. — К. : Знання, 2008. — 839 с. — ISBN 978-966-346-330-8.
- Заставецький Ю. С. Регіональна фізична географія світу : Навч. посібник. — Львів : Світ, 2000. — 480 с.
- Кукурудза С. І. Біогеографія : Підручник. — Львів : Вид-во ЛГУ ім. Івана Франка, 2006. — 504 с. — ISBN 966-613-502-7
- М'янма // Гірничий енциклопедичний словник : [у 3-х тт.] / за ред. В. С. Білецького. — Д. : Східний видавничий дім, 2004. — Т. 3. — 752 с. — ISBN 966-7804-78-X.
- Палієнко В. І., Шищенко П. Г., Бойко В. М. Фізична географія світу : Навч. посібник. — К. : КНУ ім.  Т. Шевченка, 2016. — 246 с. — ISBN 978-966-439-918-1
- Панасенко Б. Д. Фізична географія материків : навч. посіб. : в 2 ч. — В. : ЕкоБізнесЦентр, 1999. — 200 с.
- Пузанов І. І. Зоогеографія : Підручник. — Київ—Львів : Рад. школа, 1949. — 504 с.
- Фізична географія материків та океанів : підруч. для студ. вищ. навч. закл. : у 2 т / за ред. П. Г. Шищенка. — К. : Видавництво Київського нац. ун-т ім. Т. Шевченка, 2009. — Т. 1. : Азія. — 643 с. — ISBN 978-966-439-257-7.
- Юрківський В. М. Регіональна економічна і соціальна географія. Зарубіжні країни: Підручник. — 2-ге. — К. : Либідь, 2001. — 416 с. — ISBN 966-06-0092-5.

### Англійською
- (англ.) Graham Bateman. The Encyclopedia of World Geography. — Andromeda, 2002. — 288 с. — ISBN 1871869587.

### Російською
- (рос.) Авакян А. Б., Салтанкин В. П., Шарапов В. А. Водохранилища. — М. : Мысль, 1987. — 326 с. — (Природа мира)
- (рос.) Алисов Б. П., Берлин И. А., Михель В. М. Курс климатологии [в 3-х тт.] / под. ред. Е. С. Рубинштейна. — Л. : Гидрометиздат, 1954. — Т. 3. Климаты земного шара. — 320 с.
- (рос.) Апродов В. А. Вулканы. — М. : Мысль, 1982. — 368 с. — (Природа мира)
- (рос.) Апродов В. А. Зоны землетрясений. — М. : Мысль, 2010. — 462 с. — (Природа мира) — ISBN 978-5-244-01122-7.
- (рос.) Букштынов А. Д., Грошев Б. И., Крылов Г. В. Леса. — М. : Мысль, 1981. — 316 с. — (Природа мира)
- (рос.) Власова Т. В. Физическая география материков. С прилегающими частями океанов. Евразия, Северная Америка. — 4-е, перераб. — М. : Просвещение, 1986. — 417 с.
- (рос.) Гвоздецкий Н. А. Карст. — М. : Мысль, 1981. — 214 с. — (Природа мира)
- (рос.) Гвоздецкий Н. А., Голубчиков Ю. Н. Горы. — М. : Мысль, 1987. — 400 с. — (Природа мира)
- (рос.) Географический энциклопедический словарь: географические названия / под. ред. А. Ф. Трёшникова. — 2-е изд., доп. — М. : Советская энциклопедия, 1989. — 585 с. — ISBN 5-85270-057-6.
- (рос.) Дроздов Н. Н., Мяло Е. Г. Биогеография мира : Учебник. — М. : Высшая школа, 1985. — 272 с.
- (рос.) Исаченко А. Г., Шляпников А. А. Ландшафты. — М. : Мысль, 1989. — 504 с. — (Природа мира) — ISBN 5-244-00177-9.
- (рос.) Каплин П. А., Леонтьев О. К., Лукьянова С. А., Никифоров Л. Г. Берега. — М. : Мысль, 1991. — 480 с. — (Природа мира) — ISBN 5-244-00449-2.
- (рос.) Словарь современных географических названий / под общей редакцией акад. В. М. Котлякова. — Екатеринбург : У-Фактория, 2006.
- (рос.) Литвин В. М., Лымарев В. И. Острова. — М. : Мысль, 2010. — 288 с. — (Природа мира) — ISBN 978-5-244-01129-6.
- (рос.) Лобова Е. В., Хабаров А. В. Почвы. — М. : Мысль, 1983. — 304 с. — (Природа мира)
- (рос.) Максаковский В. П. Географическая картина мира. Книга I: Общая характеристика мира. — М. : Дрофа, 2008. — 495 с. — ISBN 978-5-358-05275-8.
- (рос.) Максаковский В. П. Географическая картина мира. Книга II: Региональная характеристика мира. — М. : Дрофа, 2009. — 480 с. — ISBN 978-5-358-06280-1.
- (рос.) М'янма // Поспелов Е. М. Топонимический словарь. — М. : АСТ, 2005. — 229 с. — ISBN 5-17-016407-6.
- (рос.) Пфеффер П. Азия. — М. : Прогресс, 1982. — 316 с. — (Континенты, на которых мы живем)
- (рос.) География / под ред. проф. А. П. Горкина. — М. : Росмэн-Пресс, 2006. — 624 с. — (Современная иллюстрированная энциклопедия) — ISBN 5-353-02443-5.
- (рос.) Физико-географический атлас мира. — М. : Академия наук СССР и Главное управление геодезии и картографии ГУГК СССР, 1964. — 298 с.
- (рос.) Энциклопедия стран мира / глав. ред. Н. А. Симония. — М. : НПО «Экономика» РАН, отделение общественных наук, 2004. — 1319 с. — ISBN 5-282-02318-0.